# Oroin Xibe (sockenhuvudort i Kina, Heilongjiang Sheng, lat 46,32, long 124,25)
Oroin Xibe (kinesiska: 敖林西伯, 敖林西伯乡) är en sockenhuvudort i Kina. Den ligger i provinsen Heilongjiang, i den nordöstra delen av landet, omkring 190 kilometer väster om provinshuvudstaden Harbin. Antalet invånare är 15 788. Befolkningen består av 7 664 kvinnor och 8 124 män. Barn under 15 år utgör 16,0 %, vuxna 15-64 år 77 %, och äldre över 65 år 5,0 %.
Runt Oroin Xibe är det ganska glesbefolkat, med 36 invånare per kvadratkilometer. Oroin Xibe är det största samhället i trakten. Trakten runt Oroin Xibe består i huvudsak av gräsmarker.
Genomsnittlig årsnederbörd är 716 millimeter. Den regnigaste månaden är juli, med i genomsnitt 201 mm nederbörd, och den torraste är januari, med 4 mm nederbörd.